# Nemastoma tunetanum
Nemastoma tunetanum was een hooiwagen uit de familie aardhooiwagens (Nemastomatidae). Het werd een junior subjectief synoniem van Paranemastoma bureschi (Roewer, 1926) in Schönhofer (2013). Na 2023 de geldige combinatie is Paranemastoma bureschi (Roewer, 1926).